# Baton Rouge (film, 1988)
Pour les articles homonymes, voir Bâton Rouge (homonymie).
Pour plus de détails, voir Fiche technique et Distribution.
Baton Rouge est un film espagnol, sorti en 1988.

## Fiche technique
- Titre français : Baton Rouge
- Réalisation : Rafael Moleón
- Scénario : Rafael Moleón et Agustín Díaz Yanes
- Photographie : Ángel Luis Fernández
- Montage : José Salcedo
- Musique : Bernardo Bonezzi
- Pays d'origine : Espagne
- Date de sortie : 1988

## Distribution
- Victoria Abril : Ana Alonso
- Carmen Maura : Isabel Harris
- Antonio Banderas : Antonio
- Ángel de Andrés López : Policier
- Laura Cepeda : Policier
- Noel Molina : Hermano de Antonio
- Rafael Díaz : Ramón Ramos
- Francisco Guijar : Leon Harris
- Aldo Grilo : Faux Leon Harris
- Eduardo Calvo : Père d'Antonio